# 戴克里先高架渠
戴克里先高架渠（Dioklecijanov akvadukt）是一个古罗马高架渠，靠近克罗地亚斯普利特，修建于罗马帝国时期，供水到戴克里先宫。

## 历史
戴克里先高架渠建于公元3世纪末到4世纪初，与宫殿同时建造。高架渠从戴克里先宫（今天的斯普利特市中心）东北9公里的Jadro 河引水，利用13米的高度差，将河水引到戴克里先宫。另一个高架渠把水从同一个水源引到萨罗纳。
高架渠保存最好的部分邻近索林，高16.5米，长180米。
戴克里先高架渠在6世纪中叶哥特人入侵时被破坏，之后废弃了一千三百年之久。高架渠的首次重建是在奥匈帝国统治时期（1877－1880年）。1932年修建现代水厂后停止使用。
高架渠目前正在修复。